# قوقال عريض الثمار
قوقال عريض الثمار (الاسم العلمي:Caucalis platycarpos) هو نوع من النباتات يتبع جنس القوقال من الفصيلة الخيمية.
|  |  |